# Краудер (Міссісіпі)
Краудер (англ. Crowder) — місто (англ. town) в США, в округах Квітмен і Пенола штату Міссісіпі. Населення — 573 особи (2020).

## Географія
Краудер розташований за координатами 34°10′22″ пн. ш. 90°8′16″ зх. д. / 34.17278° пн. ш. 90.13778° зх. д. (34.172909, -90.137688).  За даними Бюро перепису населення США в 2010 році місто мало площу 1,18 км², уся площа — суходіл.

## Демографія
Згідно з переписом 2010 року, у місті мешкало 712 осіб у 278 домогосподарствах у складі 183 родин. Густота населення становила 602 особи/км².  Було 324 помешкання (274/км²).
Расовий склад населення:
| - 50,6 % — білих - 48,3 % — чорних або афроамериканців - 0,1 % — азіатів |

До двох чи більше рас належало 0,8 %. Частка іспаномовних становила 1,0 % від усіх жителів.
За віковим діапазоном населення розподілялося таким чином: 24,7 % — особи молодші 18 років, 59,4 % — особи у віці 18—64 років, 15,9 % — особи у віці 65 років та старші. Медіана віку мешканця становила 41,2 року. На 100 осіб жіночої статі у місті припадало 87,9 чоловіків;  на 100 жінок у віці від 18 років та старших — 85,5 чоловіків також старших 18 років.
Середній дохід на одне домашнє господарство  становив 33 778 доларів США (медіана — 24 479), а середній дохід на одну сім'ю — 42 524 долари (медіана — 38 542). За межею бідності перебувало 21,8 % осіб, у тому числі 27,6 % дітей у віці до 18 років та 38,4 % осіб у віці 65 років та старших.
Цивільне працевлаштоване населення становило 209 осіб. Основні галузі зайнятості: виробництво — 22,5 %, публічна адміністрація — 20,1 %, освіта, охорона здоров'я та соціальна допомога — 12,4 %, сільське господарство, лісництво, риболовля — 10,5 %.